# Aéroport de Marsa Matruh
L'aéroport international de Marsa Matruh, anciennement Aéroport Mersa Matruh (en arabe : مطار مرسى مطروح الدولي) (code IATA : MUH • code OACI : HEMM), est un aéroport international à Marsa Matruh, en Égypte. En 2011, l'aéroport a servi 99 515 passagers (-13.7% par rapport à 2010). 

## Situation
| \| 100 km1:14 084 000 \| Abou Simbel Taba Sohag Marsa · Alam Louxor Hurghada El-Arich El Nouzha Charm el-Cheikh Le Caire Borg El Arab Assouan Assiout Marsa Matruh |
| 100 km1:14 084 000 |

## Trafic passager
Pour des raisons techniques, il est temporairement impossible d'afficher le graphique qui aurait dû être présenté ici.

Voir la requête brute et les sources sur Wikidata.